# Olle Öst
Olle Öst (né le 26 mars 1943 à Mora) est un joueur puis entraîneur professionnel suédois de hockey sur glace.

## Carrière

### En tant que joueur
Olle Öst est d'abord joueur professionnel dans l'équipe du Leksands IF en Elitserien et devient vice-champion en 1964. En 1967, il rejoint le Färjestad BK. En 1970, il met fin à sa carrière de joueur.

### En tant qu'entraîneur
Aussitôt, il commence une carrière d'entraîneur avec l'équipe junior de Färjestad. Trois ans plus tard, il est l'assistant d'Arne Strömberg. Il devient l'entraîneur principal de 1975 à 1977, l'équipe atteint la finale du championnat en 1976 et 1977. Il part ensuite en Allemagne pour être avec le Kölner EC. L'équipe alors championne perd son titre, elle sera troisième en 1978. Pendant les deux années suivantes, il mène le Berliner Schlittschuhclub jusqu'à la troisième puis la cinquième place.
Öst revient en Suède et devient manager général du Färjestad BK de 1980 à 1987.  Färjestad remporte deux fois le championnat de Suède et est aussi deux fois vice-championne. En 1985 et 1986, il est manager de l'équipe de Suède de hockey sur glace. Il repart en Allemagne pour entraîner le BSC Preussen. L'équipe atteint les quarts de finale des play-off en 1989 et en 1990. Il rejoint le Mannheimer ERC pour la saison 1990-1991. Éliminé à ce même niveau, il revient en Suède et devient l'entraîneur du Leksands IF. Au bout d'une saison, il devient le manager et occupe ce poste de 1992 à 2000. En janvier 2001, il est de nouveau en Allemagne et signe avec les Scorpions de Hanovre qui atteignent les demi-finales en fin de saison. Il quitte Hanovre pour être le manager et le directeur sportif du BSC Preussen. À la suite de la faillite du club berlinois, le Suédois retourne dans son pays et travaille comme agent de joueurs.
En janvier 2003, il choisit d'entraîner l'ERC Ingolstadt et lui fit éviter la relégation en fin de saison. Il redevient directeur sportif des Scorpions de Hanovre jusqu'en 2004 puis repart en Suède. En février 2006, il entraîne en 2. Bundesliga les Straubing Tigers qu'il fait monter en élite. Pour l'honorer, on accroche un fanion à son nom au Eisstadion am Pulverturm. Mais il refuse de continuer en Bavière et choisit de revenir en Suède. Il est de nouveau agent de joueurs. En contact avec les championnats germanophones, il fait venir Ulf Skoglund comme entraîneur du EV Aicall Zeltweg. En novembre 2009, il remplace au pied levé son compatriote victime d'une hernie discale.

## Source de la traduction
- (de) Cet article est partiellement ou en totalité issu de l’article de Wikipédia en allemand intitulé « Olle Öst » (voir la liste des auteurs).